# Alexandros Kefalas
Alexandros Kefalas (Grieks: Αλέξανδρος Κεφάλας) (Samedan, 21 december 1984) is een Grieks skeletonracer. Hij vertegenwoordigde zijn vaderland op de Olympische Winterspelen 2014 in Sotsji, maar behaalde hierbij geen medaille.

## Carrière
Kefalas maakte zijn wereldbekerdebuut in Lake Placid op 9 december 2012. Hij stond nog nooit op het podium van een wereldbekerwedstrijd.
Kefalas kwalificeerde zich voor de Olympische Winterspelen in 2014, waar hij 23e eindigde. Tijdens de sloteceremonie droeg hij de Griekse vlag.

## Resultaten
| Jaar | Plaats | Resultaat |
| ---- | ------ | --------- |
| 2014 | Sotsji | 23e       |

| Jaar | Plaats       | Resultaat |
| ---- | ------------ | --------- |
| 2012 | Lake Placid  | 28e       |
| 2013 | Sankt Moritz | 10e 26e   |

### Wereldbeker

#### Eindklasseringen
| Seizoen   | Rang |
| --------- | ---- |
| 2012/2013 | 25e  |
| 2013/2014 | 25e  |
| 2014/2015 | 37e  |